# PVP装甲車
PVP装甲車（仏: Petit Véhicule Protégé、小型防護車）はフランスの装甲された連絡および警備用車両。戦争での任務を担えるように設計されており、哨戒、護衛、警備、調査、連絡、領域管理といった任務で兵員および物資の輸送を行い、指揮所として機能することができる。エアボーンおよびヘリボーン運用が可能で、フランス陸軍の戦場での連絡車両をプジョー・P4を置き換えた。

## 来歴
ユーゴスラビアでの以前の戦訓などから、連絡指令車両の小型の歩兵携行火器、IED、狙撃手などに対する防護性能の著しい不足を浮き彫りにした。
このことから、2001年にプジョー・P4に代わるPVP計画の開始が決定され、2004年9月にオーヴェルランに発注された。一般への最初の公開は2002年にパリで開かれた防衛・安全保障展示会のユーロサトリだった。

## 特徴
PVPの製造はフランス国内の2か所に分かれて行われた：2005年から2012年までの間、車体およびシャシーの製造はサン＝ジェルマン＝ラヴァル（ロワール県）で行われ、組み立てはマロール＝ザン＝ユーロポア（エソンヌ県）で行われた。
PVPは車室に対してはSTANAG 4569レベル2の、エンジンに対してはレベル1を備えており、これはVBL装甲車（軽装甲車両）同等の防弾性能となっている。
PVPにはABS、ESC、エアコン、オートマチックトランスミッション、車室内から制御できるタイヤ空気圧調整機構を備えている。車両の窓の厚さは6.6 cmあり、装甲板は複数の素材（セラミック、金属）を組み合わせてある。

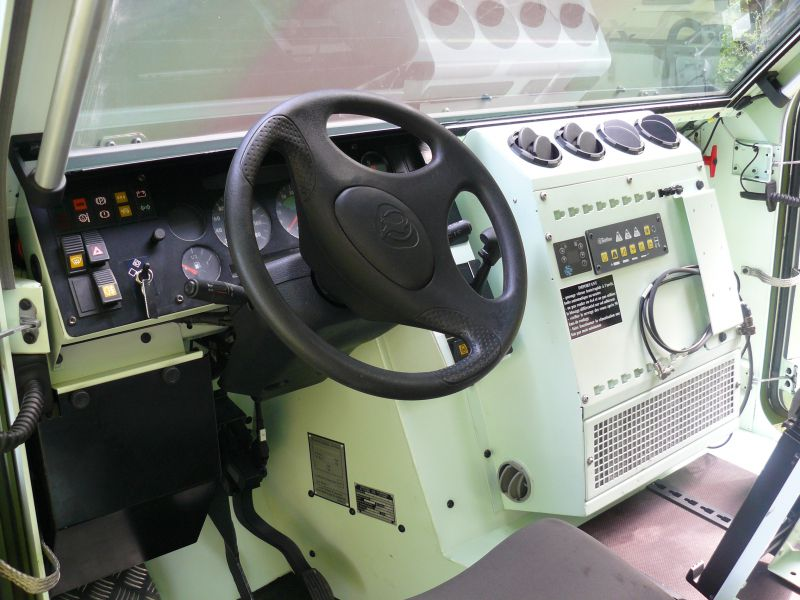
PVPの計器盤
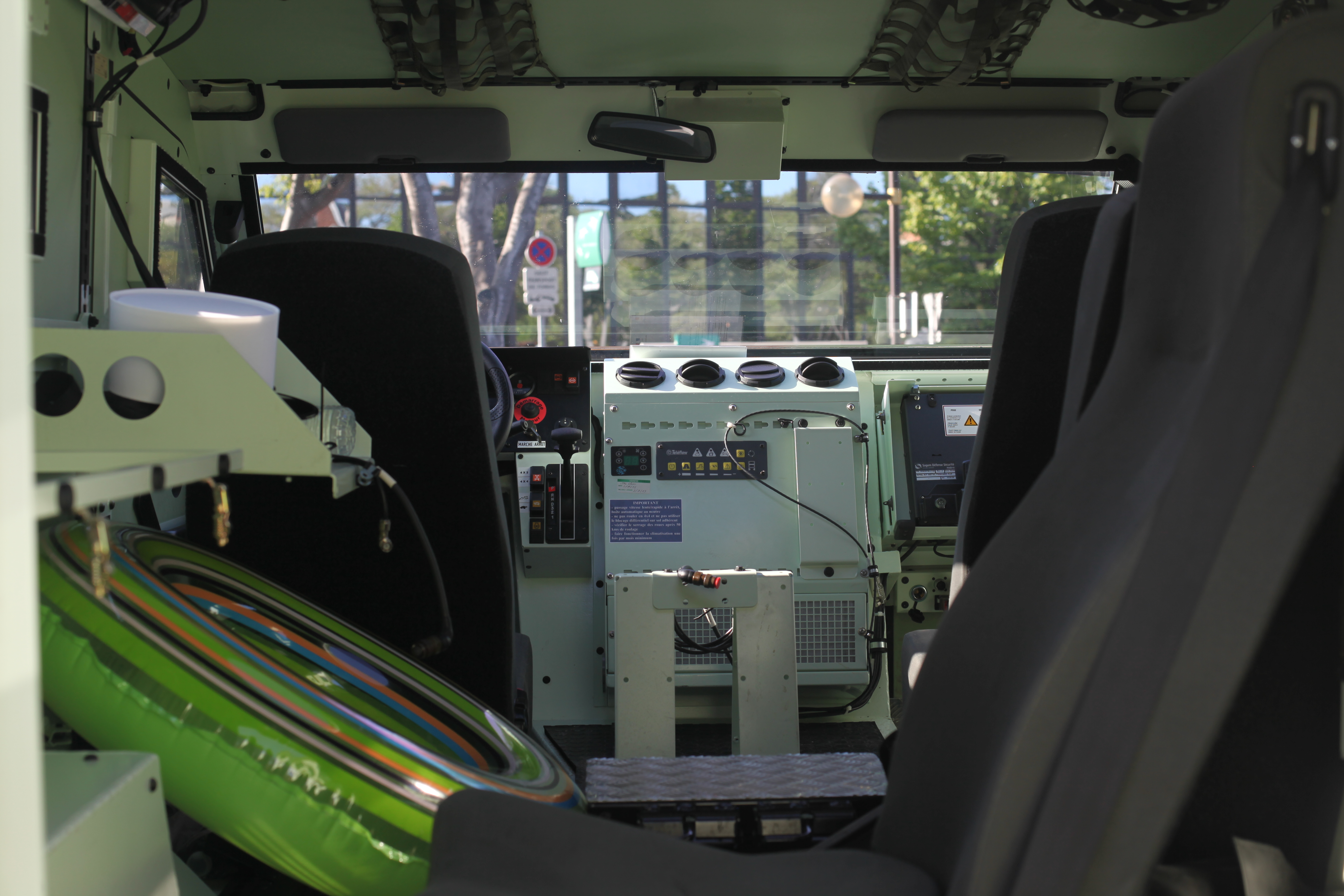
PVPの車内
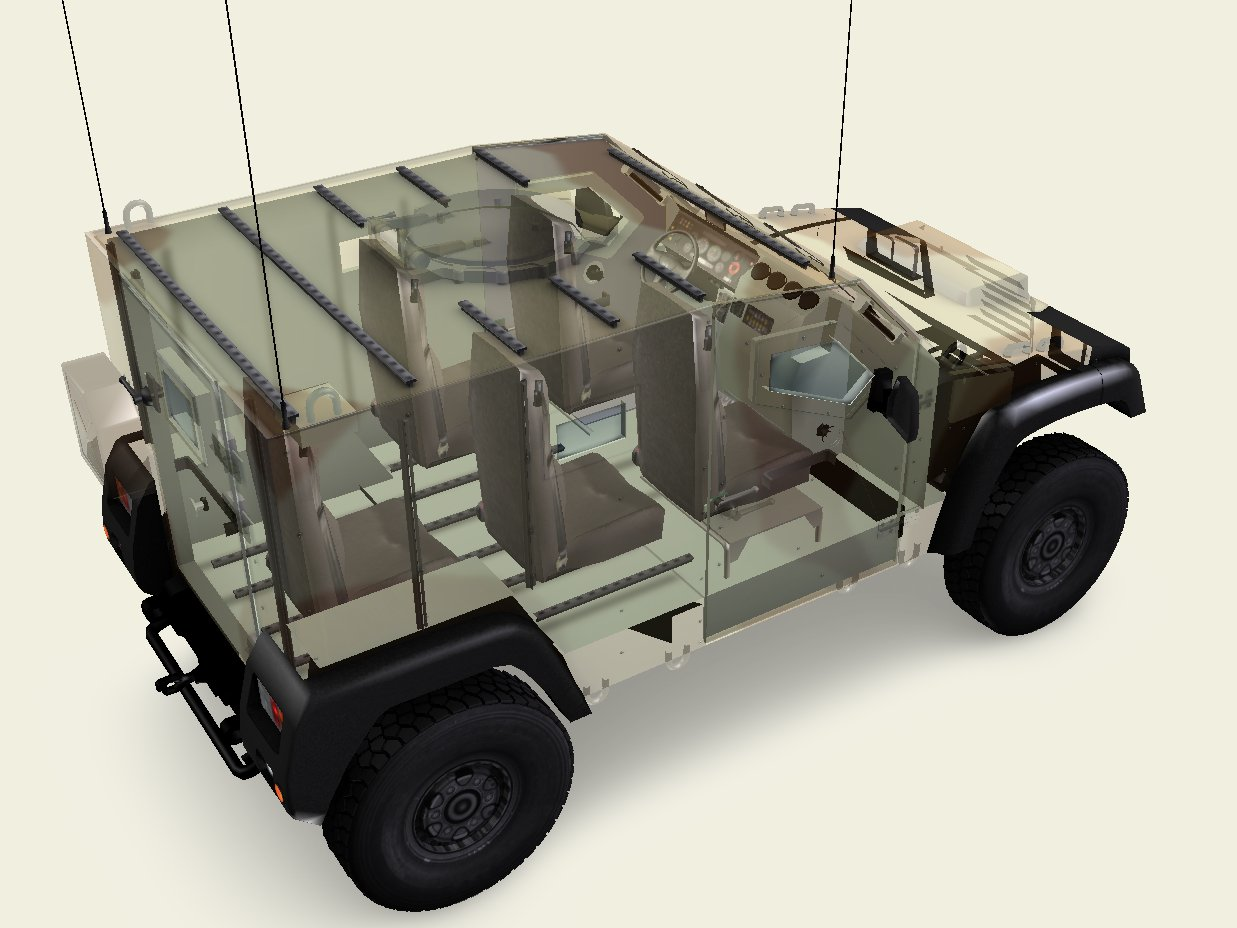
追加シート3つを装備したPVP

## バリエーション
「兵卒」モデル（"Rang"）
足場と手すりを装備する、巡回と護衛任務向け
「指令」モデル（"Command"）
歩兵指揮車
PVP/HD（Heavy Duty）
車体が延長されてドアが2枚追加されて5ドアに
PVP/XL
法執行任務向けの上級車両。このことからVBG（フランス憲兵隊の装甲車両）の一部として供給された
| モデル | 車両重量   | 車室容積 | 搭載量 | 乗員      | 装甲                   |
| ------ | ---------- | -------- | ------ | --------- | ---------------------- |
| PVP    | 5トン以上  | 4.5m3    | 800kg  | 2 + 3 + 2 | STANAG 4569レベル2以上 |
| PVP/HD | 7トン      | 6.5m3    | 2t     | 2 + 3 + 2 | STANAG 4569レベル3     |
| PVP/XL | 12トン以上 | 8-11m3   | 3t     | 3 + 3 + 4 | STANAG 4569レベル3     |

## 運用者

### チリ
2009年に最初の輸出先として総額200万ユーロで発注された15両の車両および陸軍と警察で装備する100両のオプション。オプションはまだ有効。

### フランス

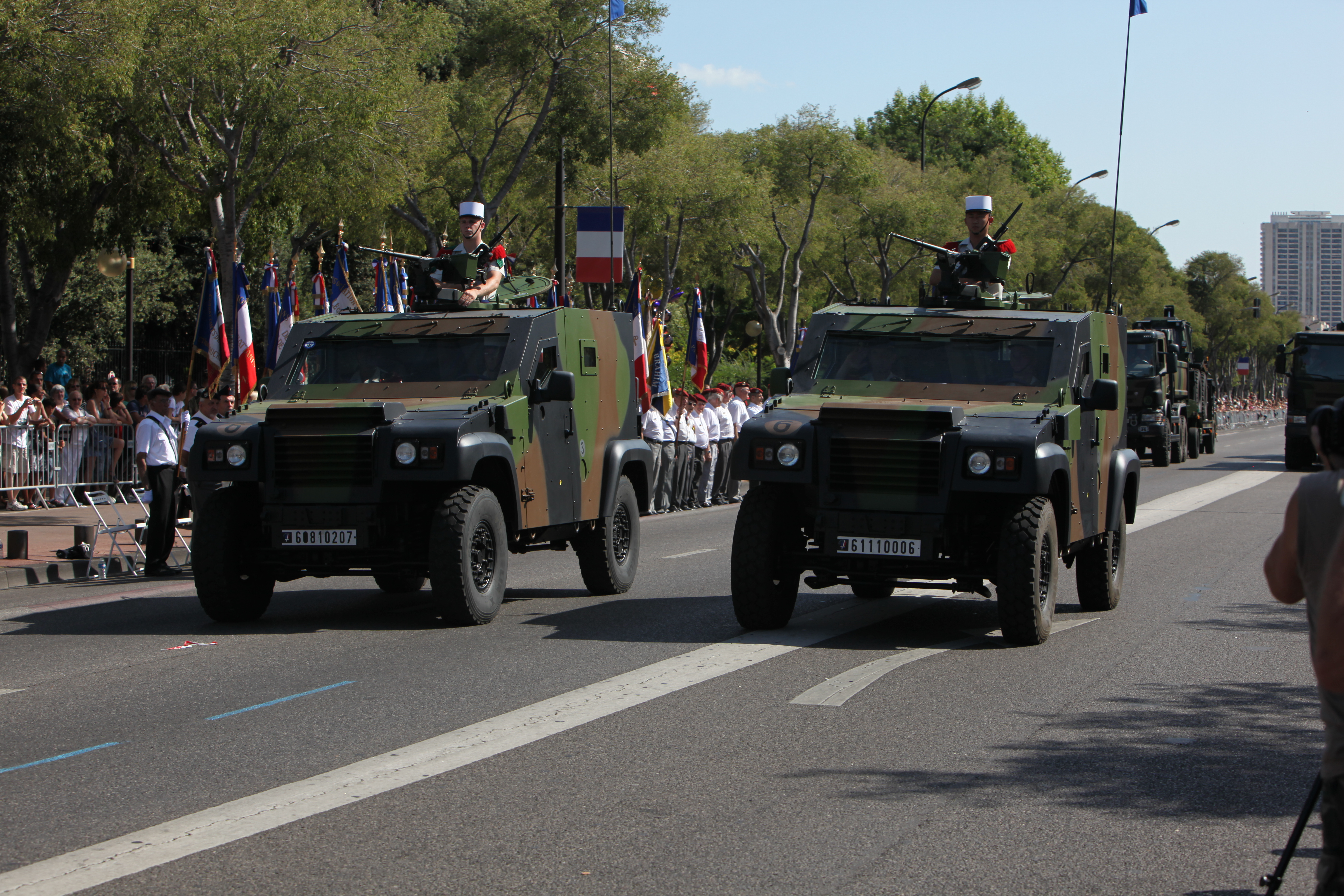
第2外人工兵連隊のPVP、2012年7月14日

2004年9月にフランス国防省が933両を発注した。2008年から2012年にかけて納入されるこの契約の総額は1億5,000万ユーロとなった。その後、政府の経済回復計画の一部として、2009年および2010年の年間納入数を200両から300両に引き上げた。
2011年9月8日に、新たに200両を2012年納入する発注が行われた。
総計1133両のうちの993両目のPVPは2012年6月上旬に納入することが求められた。1000両目のPVPは2012年9月27日のオテル・デ・ザンヴァリッドでの式典の最中にフランス陸軍に納入された。2012年10月、追加の100両の発注がキャンセルされ、計画の総計は1333両となった。しかしながら、2012年12月に50両がDGAから発注され、発注されたPVPの総数は1183両となった。

2012年12月31日までに963両のPVPがフランス軍で供用された。その同日時点で、PVPの稼働率は
軽微な、しかし頻繁に繰り返される機構部品（ペダル、ステアリングロッド、ジンバル、配管…）の設計上の不具合
と交換部品の不足から50%にとどまった。フランス陸軍参謀総長は2013年末までに稼働率を75％に引き上げることを目標に定めた。
目標は達成されず、1183両の稼働率は2014年の52％から、2015年には41％へと低下した。2016年の稼働状態整備の単価は2,144ユーロを要した。2016年12月31日時点でPVPの稼働率は31％しかなく、陸軍の全車種のなかで最低を記録した。
2019年12月31日時点で、平均車齢が10年となる1151両のPVPの稼働率は54％であり、稼働状態整備単価は5054ユーロとなった。

#### 陸軍
- 第54通信連隊：アグノー駐屯

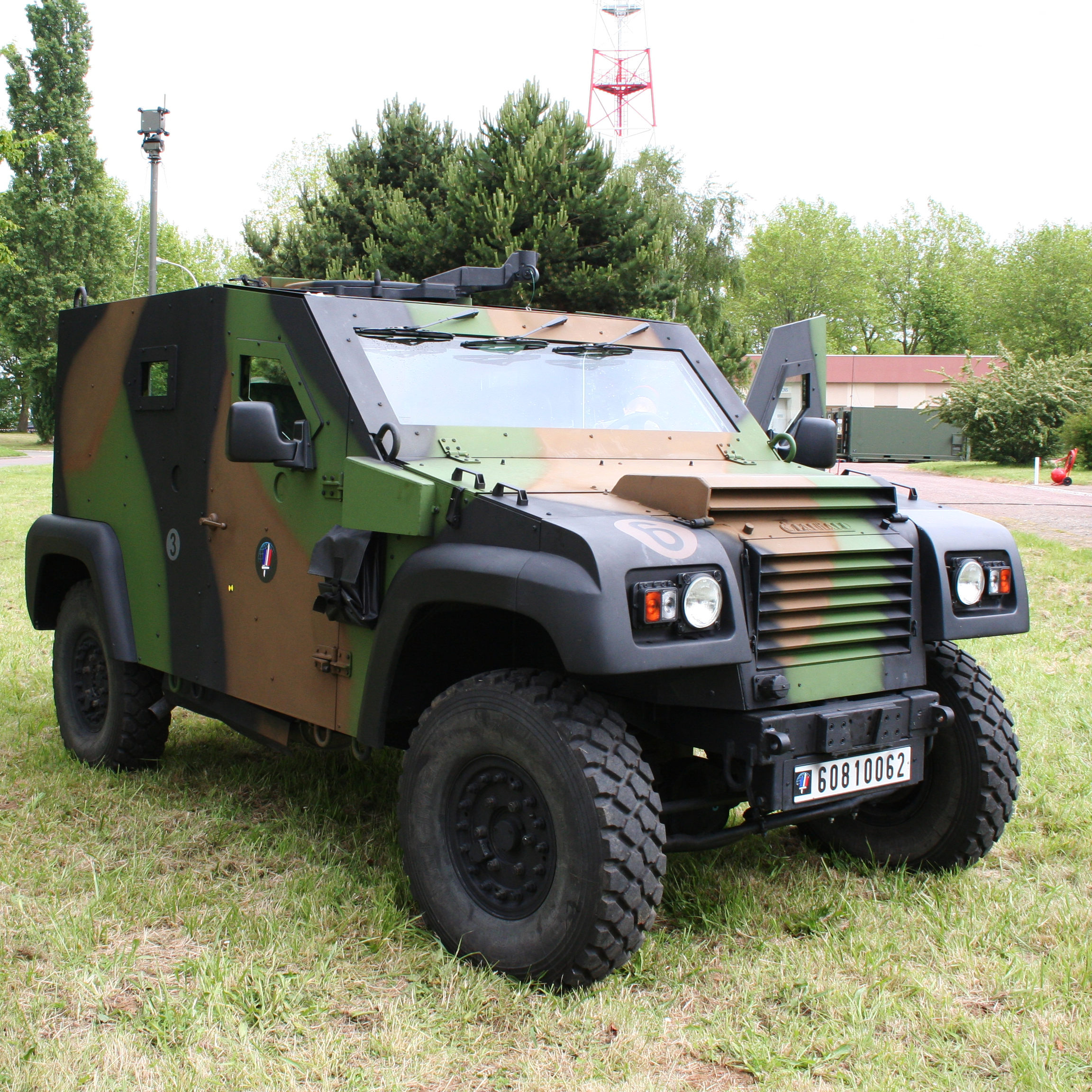
第18輜重連隊のPVP（2009年）

- 第1海兵砲兵連隊：ラン-クヴロン（フランス語版）
- 第1猟兵落下傘連隊：パミエ駐屯
- 第68アフリカ砲兵連隊：アン県ヴァルボンヌ駐屯
- 第40砲兵連隊：マルヌ県スイップ駐屯
- 第1海兵歩兵落下傘連隊：バイヨンヌ駐屯
- 第2外人工兵連隊：サン＝クリストル（フランス語版）駐屯
- 第121輜重連隊：モンテリ（フランス語版）駐屯
- 第503輜重連隊：ニーム駐屯
- 第511輜重連隊：オーソンヌ（フランス語版）駐屯
- 第515輜重連隊：アングレーム近くのブラコンヌ（フランス語版）駐屯
- 第516輜重連隊：トゥール駐屯
- 第7アルペン猟兵大隊：ブール＝サン＝モーリス駐屯
- 第27アルペン猟兵大隊：クラン＝ジュヴリエ（フランス語版）駐屯
- 第93山岳砲兵連隊：ヴァルス（フランス語版）駐屯
- 第6工兵連隊：アンジェ駐屯
- 第13工兵連隊：ヴァルダオン（フランス語版）駐屯
- ドイツ・フランス合同旅団混成兵站大隊：ミュルハイム（ドイツ語版）（ドイツ）駐屯
- 第7補給連隊
- 第31工兵連隊：カステルサラザン駐屯
- 第61砲兵連隊：ヴィリエ＝ル＝セック（フランス語版）駐屯

#### 国家憲兵隊
- 国家憲兵隊は2008年に陸軍から非武装のPVP装甲車8両の貸与を受け、南オセチア紛争後のジョージアでのオブザーバー任務に使用した。

#### 国家警察
- RAID、選抜部隊

2019年に12両のPVP装甲車を受領（さらに4両の納品待ち）
- BRI、ギャング対策部隊

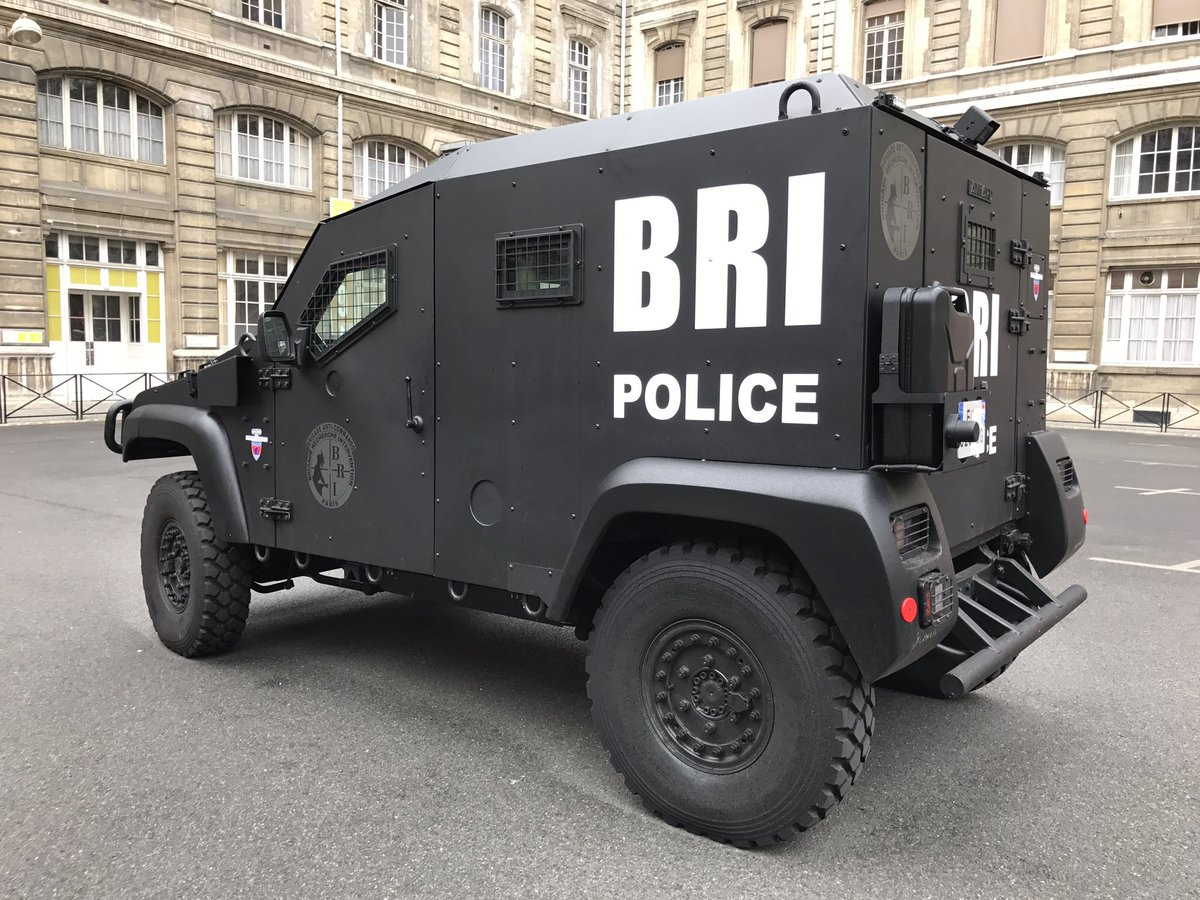
パリ警視庁BRIのPVP
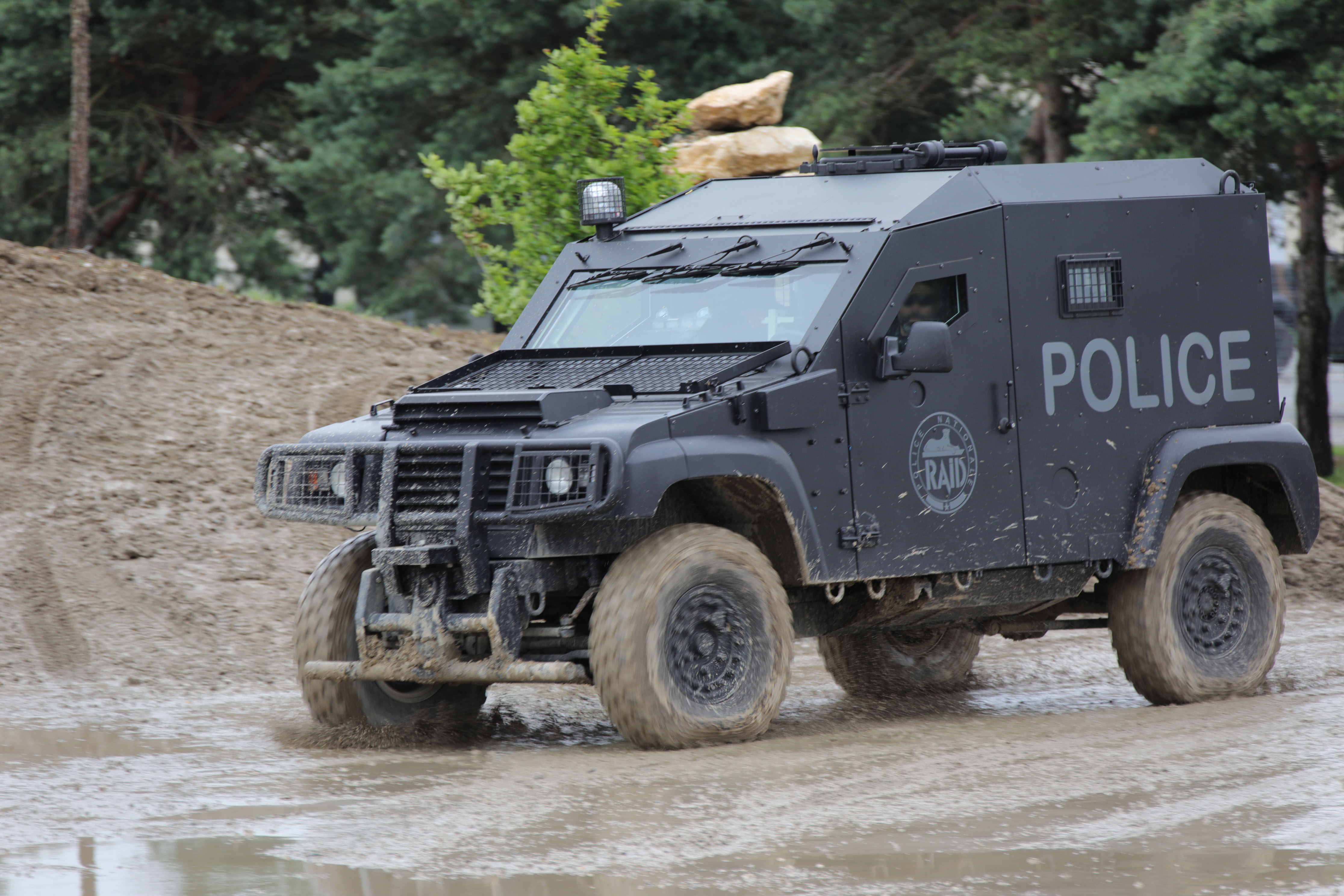
RAIDのPVP

### ルーマニア
ルーマニアは憲兵隊で使用するために、2012年下半期に15両のPVPを発注した3番目の輸出顧客である。

### セネガル
国家憲兵隊で使用するために、2017年12月に13両のPVPを発注した。

### トーゴ
2010年に同国から6両の発注がなされ、納品された。これらの車両はフランスのPVPと似ているが、前席2座席と射手用の折りたたみ座席に加えて、後部に向かい合う4座席を収納できるように屋根が高くなっている。

## 商談

### ドイツ
ラインメタル ランドシステムがドイツ連邦軍向けにパナール/オーヴェルランと共同開発したPVP派生車種の「Gavial」の試験を行った。5ドアを備えCH-53に搭載可能だった、最終的にはドイツ連邦軍には採用されなかった。

### インド
2012年春、インドは正式な入札の前段階として、軽装甲車に関する2つのRFI（情報提供依頼書）を発行した。インド陸軍の要求は、合計で 2,800台の軽装甲車（2,000 + 800）の納入であり、様々なバージョン（保護連絡、パトロール、輸送、砲兵観測、兵器システムキャリア）が用意される予定である。最終的にPVPは入札で落選した。

## 登場作品

### 映画
ミッション:インポッシブル/フォールアウト
敵の親玉を移送する車列の2台の護衛車両がRAIDのPVPだった。